# NGC 4510
NGC 4510 (również PGC 41489 lub UGC 7679) – galaktyka eliptyczna (E), znajdująca się w gwiazdozbiorze Smoka. Odkrył ją Heinrich Louis d’Arrest 9 września 1866 roku.